# Christopher Aikman
G. Christopher L. Aikman, född 11 november 1943, är en kanadensisk astronom.
Minor Planet Center listar honom som G. C. L. Aikman och som upptäckare av 4 asteroider.

## Asteroider upptäckta av G. Christopher L. Aikman
| 7840 Hendrika   | 5 oktober 1994    |
| 10870 Gwendolen | 25 september 1996 |
| 24899 Dominiona | 14 januari 1997   |
| 246913 Slocum   | 23 september 1998 |